# Tii-Maria Romar
Tii-Maria Romar (* 9. August 1986 in Korsholm) ist eine ehemalige finnische Skirennläuferin. Sie war auf die Disziplinen Slalom und Riesenslalom spezialisiert, ihr Bruder Andreas ist ebenfalls Skirennläufer.

## Karriere
Romar bestritt ihre ersten FIS-Rennen im November 2001 und erzielte von Beginn an gute Resultate. Bei den finnischen Meisterschaften 2002 erreichte sie bereits den siebenten Platz im Slalom und den Neunten Platz im Riesenslalom. Bei den Juniorenweltmeisterschaften 2004 ging sie in allen Wettbewerben an den Start und erreichte in der Kombinationswertung den elften Platz. Im März 2004 wurde sie Finnische Juniorenmeisterin im Riesenslalom. Ab Dezember 2005 nahm Romar regelmäßig an Europacuprennen teil. Ohne dort jemals gepunktet zu haben, ging sie am 27. Januar 2006 erstmals im Weltcup an den Start. In den ersten beiden Saisons nahm sie an insgesamt fünf Rennen teil und erreichte nie das Ziel.
Das einzige zählbare Weltcupergebnis gelang Romar mit dem 22. Platz im Slalom von Levi am 15. November 2008. Danach folgten regelmäßigere Starts im Weltcup, aber keine weiteren Punktegewinne. Im Europacup schaffte sie mit dem zweiten Platz im Slalom von Funäsdalen am 23. November 2008 das mit Abstand beste Ergebnis. Im Februar 2009 nahm sie im Slalom an den Weltmeisterschaften in Garmisch-Partenkirchen teil, konnte sich aber nicht für den zweiten Durchgang qualifizieren. Die Saison 2009/10 musste sie verletzungsbedingt im Januar beenden. Ab 2010 studierte sie an der University of Utah in Salt Lake City. Bis 2013 nahm sie noch an FIS- und Universitätsrennen in den Vereinigten Staaten teil.

## Erfolge

### Weltcup
- 1 Platzierung unter den besten 30

### Juniorenweltmeisterschaften
- Maribor 2004: 11. Kombinationswertung, 16. Riesenslalom, 19. Super-G, 22. Slalom, 31. Abfahrt
- Québec 2006: 13. Riesenslalom, 47. Super-G

### Universiade
- Bardonecchia 2007: 9. Slalom, 13. Riesenslalom

### Weitere Erfolge
- 1 Podestplatz im Europacup
- Finnische Juniorenmeisterin im Riesenslalom 2004
- 17 Siege in FIS-Rennen